# Galeria Distribuidora
Galeria Distribuidora é uma produtora e distribuidora de filmes criada no Brasil em 2018.

## História
A Galeria Distribuidora foi apresentada pela Vitrine Filmes no Show de Inverno em maio de 2018 como um braço da distribuidora para "apostar em filmes diferentes". Seis meses depois, a Galeria Distribuidora desvinculou-se da Vitrine Filmes e passou a fazer parte do grupo argentino Telefilms. Seu primeiro filme internacional foi anunciado em março de 2019, Un Traductor (bra:O Tradutor), estrelado por Rodrigo Santoro.
Em junho de 2020, devido a pandemia de COVID-19, produziu e lançou junto com a Tanto Produções um vídeo para uma campanha para incentivar doações e divulgar as ONGs Instituto GAS – Grupo de Atitude Social (que ajuda pessoas e seus animais em situações de rua) e a ONG Mulheres da Luz (que promove a cidadania às mulheres em situação de prostituição na região da Luz, centro de São Paulo). Participaram do vídeo da campanha Bruno Gagliasso, Leticia Pedroso, Rafaela Mandelli, Kaua Ceglio, Leonardo Bittencourt, Vera Zimmermann e João Côrtes. Em outubro de 2020, visando fortalecer a distribuição de filmes independentes no Brasil, a Galeria Distribuidora unificou suas operações com a Diamond Films.
Em outubro de 2021, devido ao sucesso de A Menina que Matou os Pais e o O Menino que Matou Meus Pais, a Galeria Distribuidora anunciou que vai investir em mais produções do gênero true crime, sendo divulgado o anúncio de um projeto sobre o Castelinho da Rua Apa.

## Algumas das produções

### Produção
Em produção
- Fazendo meu Filme[8]
- Vovó Ninja[9]
- Pecadora[10]
- Além do Olhar[10]
- Meninas não Choram
- Partiu América

2021
- A Menina que Matou os Pais[11]
- O Menino que Matou Meus Pais[11]
- Papai É Pop[12]

### Distribuição
2019
- Cinderela Pop[13]
- O Tradutor[14]